# Infoanarquisme
Infoanarquisme és un terme sota el qual s'agrupen diferents col·lectius que s'oposen d'una manera o d'una altra a formes de propietat com ara el copyright o les patents. El terme va ser creat a la revista Time, en un article que portava com a títol The Infoanarchist (l'infoanarquista) i que s'hi va publicar el juliol de l'any 2000. L'article tractava d'Ian Clarke, conegut com a dissenyador i desenvolupador de Freenet, una xarxa de distribució d'informació descentralitzada i resistent a la censura. El moviment anticopyright, a més, inclou un ample ventall de grups i punts de vista. Els infoanarquistes no són sinó una part del debat que gira al voltant del copyright i del conflicte social que aquest genera.
Des del punt de vista de la pràctica, els infoanarquistes fan servir xarxes de P2P anònimes, com Freenet, Entropy, Tor o I2P per a protegir el seu anonimat. Aquestes xarxes anònimes, però, generen entrebancs per als observadors o per als usuaris mitjans per a saber de veritat quin és el tràfic real de la xarxa. La tecnologia d'aquesta mena, a més, pot aprofitar que vol enviar o rebre arxius de manera anònima whistleblowers (alertadors) d'organitzacions, dissidents polítics o grups compromesos en la violació deliberada de les lleis de copyright.